# Адзума (1900)
«Адзума» (яп. 吾妻, ромадзі Azuma, іноді транслітерується (архаїчно) як Adzuma) — броньований крейсер, побудований для Імперського флоту Японії наприкінці 1890-х років. Оскільки Японії на той час бракувало промислового потенціалу для побудови таких військових кораблів, корабель замовили у Франції. Він брав участь у більшості морських битв російсько-японської війни 1904–05 років і був легко пошкоджений під час битви біля Ульсану та битви при Цусімі. У 1912 році «Адзума» розпочав перший з п'яти навчальних походів. Корабель не брав участі у бойових діях під час Першої світової війни. Він ніколи офіційно не був перекласифікований на навчальний корабель, хоча виконував виключно цю роль з 1921 року, поки його не було роззброєно та використано як блокшив в 1941 році.
«Адзума» був сильно пошкоджений під час рейду американських авіаносців в 1945 році, а згодом був утилізований у 1946 році.

## Контекст появи та особливості конструювання
План розбудови флоту 1896 року був складений після Першої китайсько-японської війни. Він передбачав побудову чотирьох броньованих крейсери на додаток до ще чотирьох пре-дредноутів. Усі вони мали бути замовлені на закордонних верфях, оскільки Японія ще не мала можливості будувати їх самостійно. Отримання інформації про російську програму будівництва флоту змусило командування ВМС Японії вважати, що лінійних кораблів, передбачених початковим планом, буде недостатньо для протидії Російському імператорському флоту. Бюджетні обмеження не дозволили замовляти більше лінійних кораблів, і командування вирішило збільшити кількість більш дешевих броньованих крейсерів, з чотирьох до шести кораблів, вважаючи, що недавнє запровадження більш міцної цементованої броні Круппа дозволить їм взяти участь у ескадренному бою. Перероблений план широко відомий як «Флот Шість-шість». Перші чотири кораблі були побудовані Армстронг Вітворт у Великій Британії, але останні два кораблі були побудовані в Німеччині та Франції. Щоб забезпечити сумісність боєприпасів, Японські ВМС вимагала від французьких і німецьких кораблів використовувати ті ж британські гармати, що й інші чотири кораблі. Загалом, японці надали лише ескіз конструкцію та технічні характеристики, яким повинні були відповідати кораблі, у цих рамках будівник міг будувати кораблі так, як вважав за потрібне. На відміну від більшості їхніх сучасників, які були розроблені для крейсерської війни або для захисту колоній та торгових шляхів, «Адзума» та його напів-однотипні крейсери мали виконувати функції розвідників флоту та учасників ескадренного бою.